# Liushan
Liushan (kinesiska: 柳山镇, 柳山) är en köping i Kina. Den ligger i provinsen Shandong, i den östra delen av landet, omkring 160 kilometer öster om provinshuvudstaden Jinan. Antalet invånare är 33992. Befolkningen består av 16 634 kvinnor och 17 358 män. Barn under 15 år utgör 13,0 %, vuxna 15-64 år 74 %, och äldre över 65 år 11,0 %.
Genomsnittlig årsnederbörd är 853 millimeter. Den regnigaste månaden är juli, med i genomsnitt 294 mm nederbörd, och den torraste är januari, med 8 mm nederbörd.